# Philipp Franz von Walther

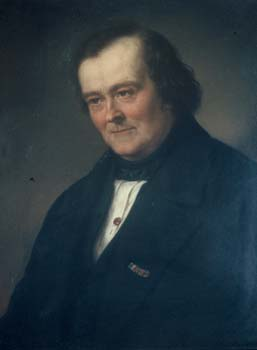
Philipp Franz von Walther

Philipp Franz von Walther (* 3. Januar 1782 in Burrweiler, Rheinpfalz; † 29. Dezember 1849 in München) war ein deutscher Chirurg und Augenarzt, Hochschullehrer (in Bamberg, Landshut, Bonn und München) sowie königlicher Leibarzt.

## Leben

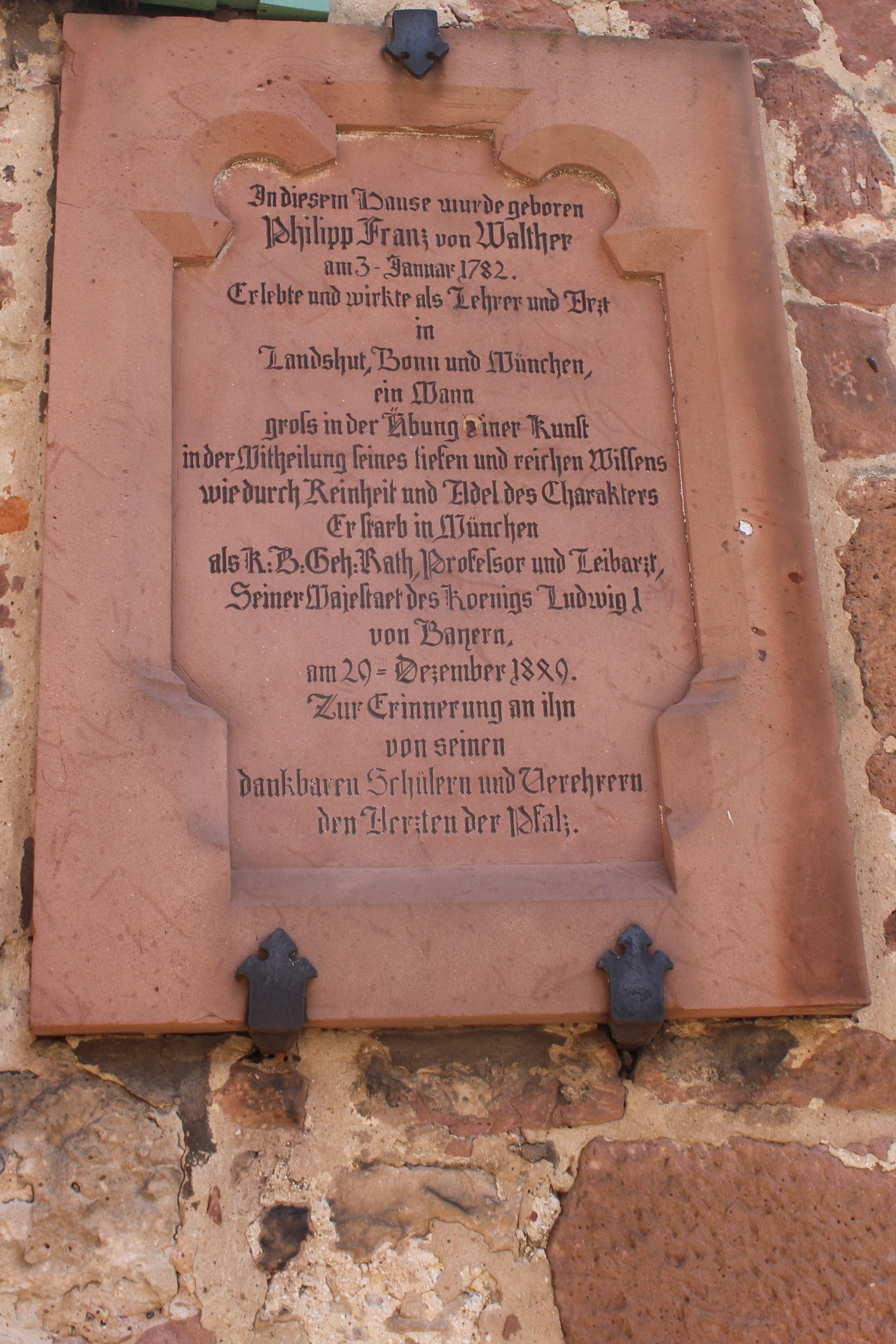
Gedenktafel am Geburtshaus in Burrweiler

Philipp Franz von Walther wurde als zweitältestes Kind seiner Eltern Franz Joseph (1743–1811) und Margarethe (1748–1823) von Walter in der Rheinpfalz geboren. Bereits im Alter von 15 Jahren begann er ein Philosophie- und Medizinstudium an der Ruprecht-Karls-Universität Heidelberg und studierte dann noch 3 Jahre bei Georg Joseph Beer und Johann Peter Frank in Wien. Promoviert wurde er 1803 in Landshut und anschließend zum Professor für Chirurgie am Allgemeinen Krankenhaus in Bamberg berufen.
Im Jahr 1804 ging er als Professor für Physiologie und Chirurgie an die Universität Landshut, wo er 1811 zum Rektor ernannt wurde.
1814 ehelichte er Antoinette von Podewils (1792–1875), Schwester des späteren Germersheimer Festungskommandanten Franz Friedrich Jakob von Podewils (1779–1842). Der Ehe entstammten vier Kinder.
Von 1818 bis 1830 war er Professor für Chirurgie und Augenheilkunde an der Rheinischen Friedrich-Wilhelms-Universität Bonn.
Ab 1820 gab Philipp von Walther mit Karl von Graefe das Journal für Chirurgie und Augenheilkunde heraus. 1830 wurde er Leitender Arzt für Chirurgie und Augenheilkunde im städtischen Krankenhaus in München. Von Walther war Leibarzt von Ludwig I. (Bayern). Zwischen 1833 und 1852 gab von Walther ein sechsbändiges Werk über die Chirurgie heraus und veröffentlichte in vier Bänden Berichte über Augenkrankheiten.
Von Walther gilt als Mitbegründer der deutschen wissenschaftlichen Chirurgie und Augenheilkunde. Er setzte sich rückhaltlos für eine Trennung der Augenheilkunde von der Chirurgie ein. Seine Erkenntnisse über die Ursache der Augenkrankheit Grauer Star waren bahnbrechend. Zu seinen Schülern gehörte der Chirurg Cajetan von Textor, der wie sein Lehrer ein Anhänger der Entzündungstheorie war und Wunden mit Kälte und antiphlogistischen Maßnahmen behandelte.
Er starb mit 67 Jahren und wurde auf dem Alten Südlichen Friedhof in München beigesetzt.

## Grabstätte

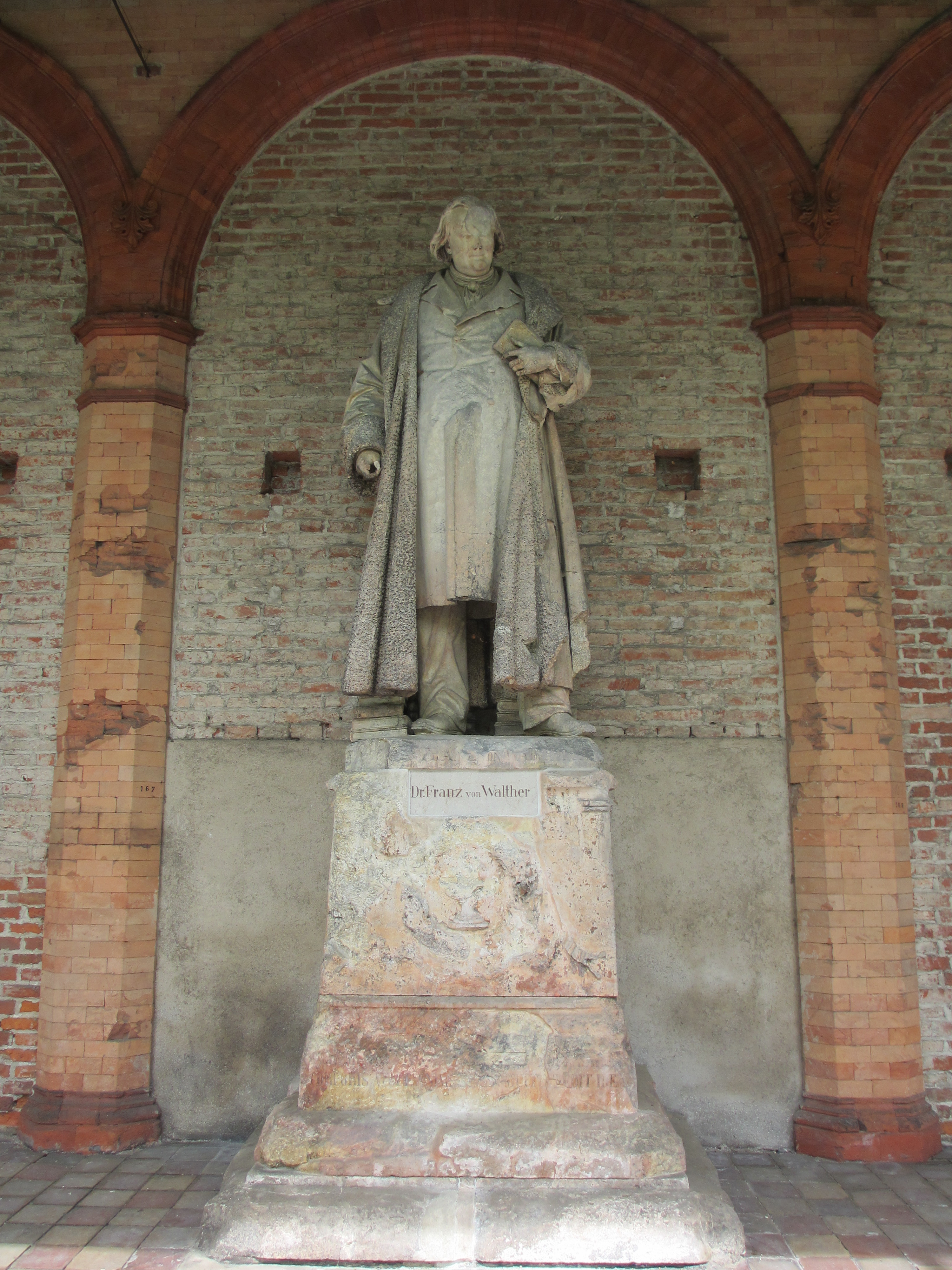
Grab von Philipp Franz von Walther auf dem Alten Südlichen Friedhof in München

Die Grabstätte von Philipp Franz von Walther befindet sich auf dem Alten Südlichen Friedhof in München (Neu Arkaden Platz 167 bei Gräberfeld 29) Standort.
Das Grabdenkmal ist eine 1850 vom Bildhauer Johann Halbig geschaffene überlebensgroße Porträt-Statue.

## Ehrungen
1816 wurde er zum Mitglied der Deutschen Akademie der Naturforscher Leopoldina gewählt. Seit 1839 war er ordentliches Mitglied der Bayerischen Akademie der Wissenschaften.

## Schriften (Auswahl)
- Abhandlungen aus dem Gebiete der practischen Medicin, besonders der Chirurgie und Augenheilkunde. Band 1. Landshut 1810–
- Über das Alterthum der Knochen-Krankheiten. In: Journal für Chirurgie und Augenheilkunde. Band 8, 1825, S. 1 ff.
- System der Chirurgie. 4. Auflage. Herdersche Verlagsgesellschaft, 1848. PDF auf Wikipedia Commons.